# Boeing E-3 Sentry
Boeing E-3 Sentry, znan kot AWACS, je letalo za zgodnje opozarjanje in kontrolni center (AEW&C). Letalo je razvilo podjetje Boeing Defense, Space & Security na bazi Boeinga 707, radar pa je razvil Westinghouse Electric. Uporablja se za detekcijo sovražnih letal, kot kontrolni in poveljniški center in kot komunikacijsko letalo. Uporabljajo ga Ameriške letalske sile (USAF), NATO, Kraljeve letalske sile (RAF), Kraljeve Savdske letalske sile in Francoske letalske sile. E-3 je lahko prepoznaven z velikim radarjem na vrhu trupa. Proizvodnja se je končala leta 1992 z 68 zgrajenimi letali.
V 1960 je USAF hotela zamenjati batne AEW&C letala Lockheed EC-121 Warning Star, ki so bili v uporabi več kot desetletje. USAF je potem izbrala Boeing za izdelavo letala, Westinghouse Electric pa za pulzno dopplerski radar, Hughes je tudi ponudil radar, vendar ni bil izbran.
Prvo letalo so dobavili leta 1977. Glavni uporabnik je USAF, 18 letal so zgradili za NATO, ki so jih bazirali v Evropi. Letalo je sodelovalo v operaciji Puščavski vihar (Desert Storm), kjer je usmerjal koalicijska letala. Letalo so s časom izboljševali in modernizirali. Leta 1996 je Northrop prevzel Westinghouse Electric.

## Tehnične specifikacije
- Posadka (letalski del): 4 letalci
- Posadka za sisteme: 13–19
- Dolžina: 152 ft 11 in (46,61 m)
- Razpon kril: 145 ft 9 in (44,42 m)
- Višina: 41 ft 4 in (12,6 m)
- Površina kril: 3 050 ft² (283,4 m²)
- Prazna teža: 185 000 lb (73 480 kg)
- Naložena teža: 344 000 lb (156 036 kg)
- Maks. vzletna teža: 347 000 lb (157 397 kg)
- Motorji: 4 × Pratt and Whitney TF33-PW-100A turbofan, 21 500 lbf (93 kN) vsak

- Maks. hitrost: 530 mph (855 km/h, 461 vozlov)
- Dolet: 4 000 nmi (7 400 km)(8 ur)
- Višina leta (servisna): 41 000 ft (12 500 m)